# Задар

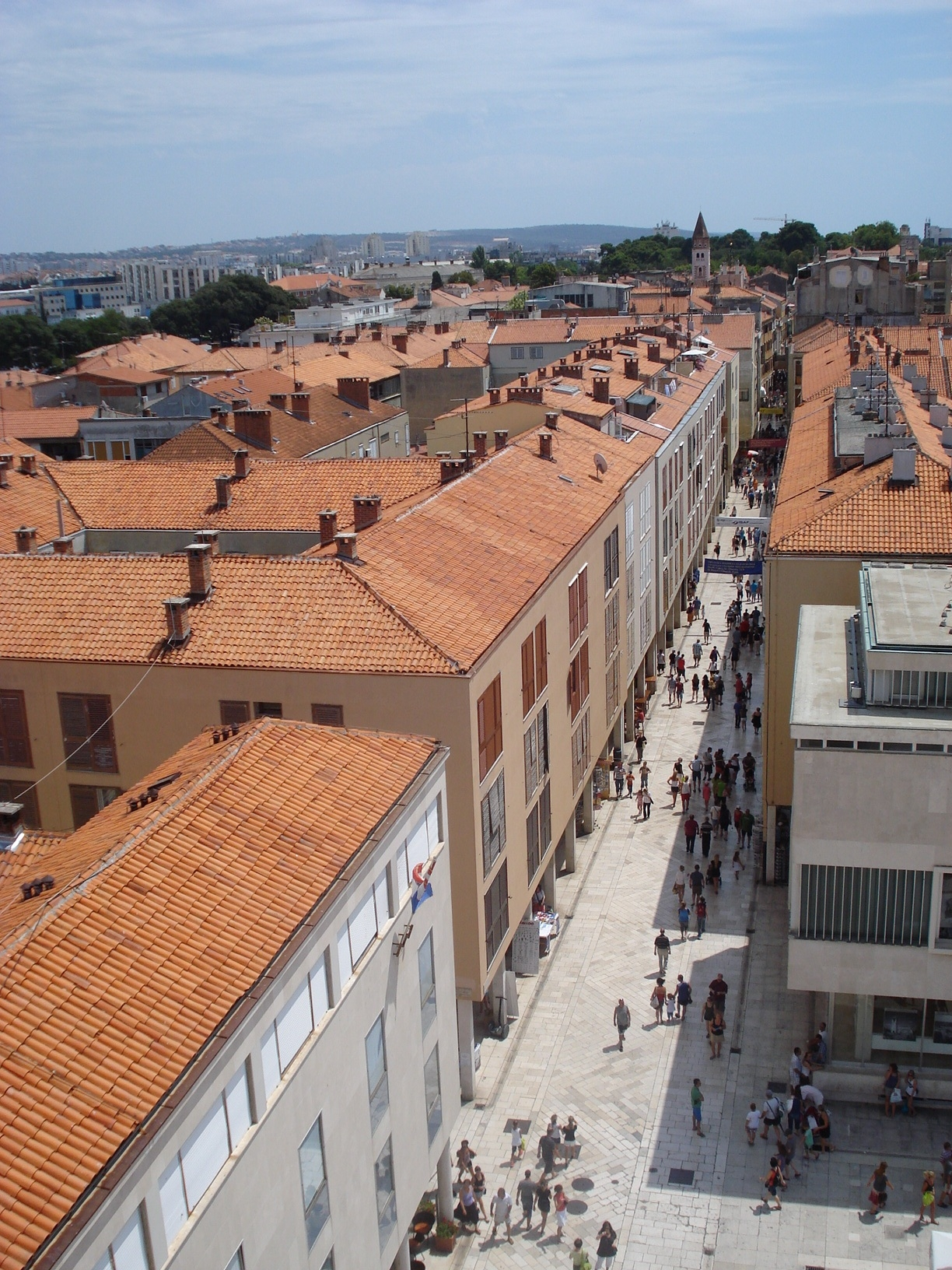
Головна вулиця Задара — Широка вулиця (Калеларга)

За́дар (хорв. Zadar, італ. Zara) – місто в хорватському історичному регіоні Далмація на адріатичному узбережжі. Економічний і культурний центр північної  Далмації, п'яте за величиною місто в країні. Адміністративний центр Задарської жупанії. Торговельний і рибальський морський порт, суднобудівний завод, аеропорт. Важливий промисловий (харчова, хімічна і текстильна промисловість) та культурний центр (університет, театр, численні пам'ятки і музеї).

## Історія

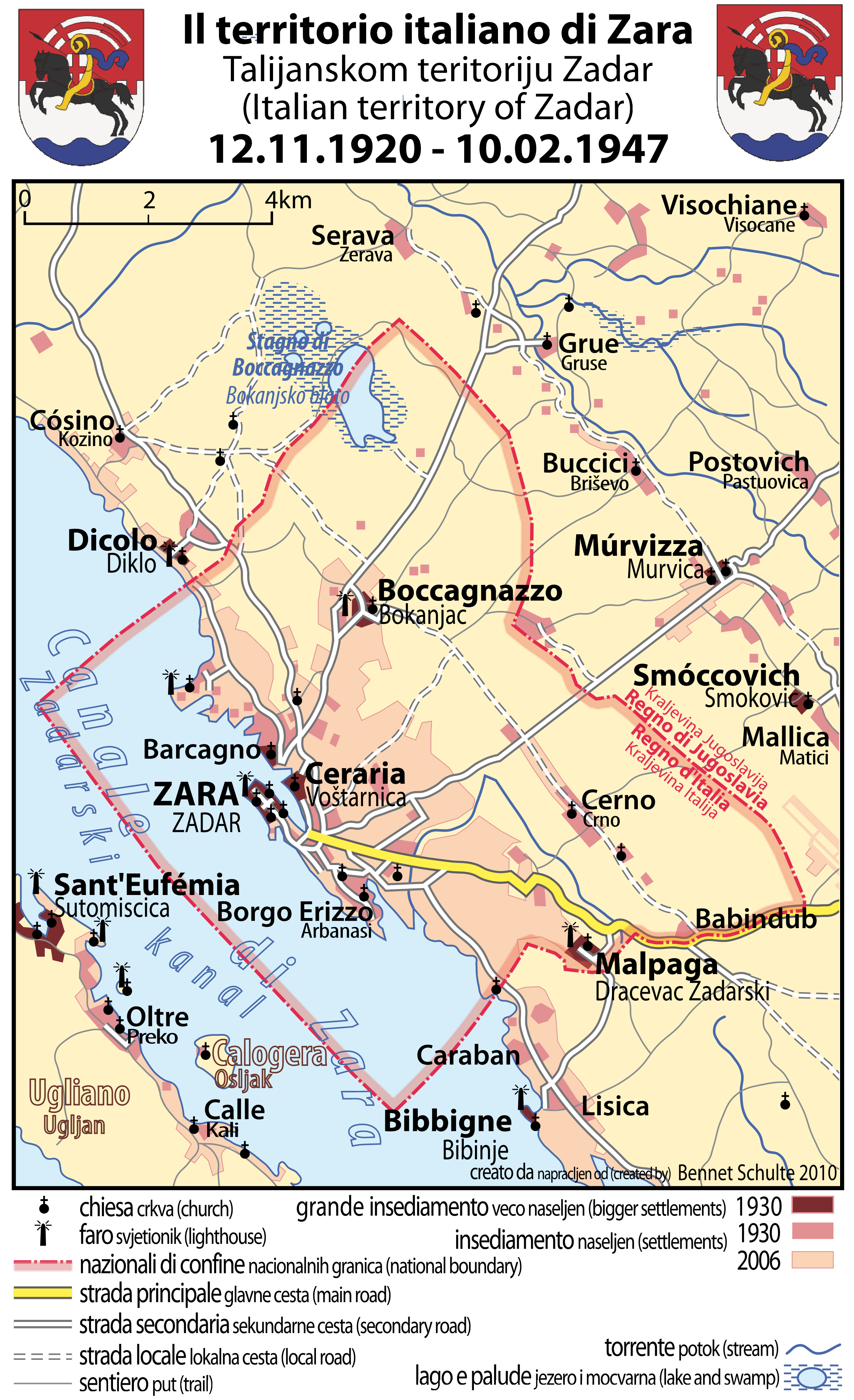
Задар і навколишня місцевість під пануванням Італії в 1920-1947 рр.

Історія міста сягає 9 століття до н. е. У 7-6 ст. до н. е. на території сучасного Задару існувало поселення іллірійського племені лібурнів. 500 років потому місто, зване тоді Ядера (Jadera), потрапило під владу римлян. За часів владарювання Цезаря та Августа його укріпили, оточуючи захисними мурами з вежами та трьома воротами, приділили місце під форум, спорудили храми та базиліки, амфітеатр, а також акведук і кладовище. Після знищення Салони у місті перебувала візантійська адміністрація Далмації.
На рубежі VI i VII століть тут народився майбутній папа Іоанн IV. У VIII ст. навколо Задару, що залишався під владою Візантії, почали селитися прибулі з півночі слов'яни. У середні віки Задар мав статус вільного міста, і тільки в X ст. визнав володарство хорватських королів. 1202 року місто після облоги завоювала і спалила Венеційська республіка, у чому їй допомогли хрестоносці. 1358 року, коли Задар було передано хорватсько-угорському королю Людовику I, хорвати знову заволоділи містом. У 1409 році король Ладислав І продав Задар венеційцям. Коли на початку XVI ст. турки завоювали землі, прилеглі до Задара із суходолу, місто стало важливим укріпленням, що забезпечувало венеційську торгівлю на Адріатиці, та адміністративним центром венеційських територій у Далмації. На XV і XVI ст. припадає бурхливий розвиток культурного життя міста, з якого вийшло багато видатних літераторів і діячів культури та мистецтва (зокрема, Петар Зоранич і Юрай Баракович — одні з перших поетів, що писали хорватською).
Після доби венеційського панування Задар опинився в межах Габсбурзької монархії. Після Першої світової війни Задар не увійшов до складу Королівства сербів, хорватів і словенців, а набув статусу італійського анклаву разом з кількома прилеглими невеличкими населеними пунктами (загалом 104 км²) внаслідок Рапальського договору від 12 листопада 1920 р. у 1921 р. був оголошений вільним портом і переживав період італійського правління в дивній атмосфері хибного достатку. Це період інтенсивної італізації і еміграції хорватів та економічного занепаду міста у зв'язку з неприродною ізоляцією від навколишніх районів. Роль центру Далмації у повному обсязі перейняв Спліт.
Під час Другої світової війни Задар став столицею збільшених італійських територій у Далмації (зі Сплітом включно), відступлених маріонетковою Незалежною Державою Хорватія, а після падіння фашистського режиму Беніто Муссоліні місто було під контролем Італійської соціальної республіки. Формально оголошене адміністративним центром Великої жупи Сидрага-Равні-Котари, фактично воно перебувало в руках німецької армії. У 1943-1944 рр. Задар зазнав важких бомбардувань союзників, до того ж було знищено 80% історичного Старого міста. У жовтні 1944 року після відходу німецьких військ і втечі італійських чиновників Задар зайняли югославські партизани. Кінець війни Задар зустрів майже повністю зруйнованим і спорожнілим, з ледве не шістьма тисячами мешканців. Після Другої світової війни місто перетворилося на потужний економічний і культурний центр, особливо після будівництва залізничної гілки Задар — Книн, і створення філософського факультету. З 1947 р. офіційно став частиною Соціалістичної Федеративної Республіки Югославії.

### Задар уХорватській війні
У 1991 році Задар став частиною незалежної Республіки Хорватія. Його економіка сильно потерпала в той час не тільки через тоді ж розпочаті Югославські війни, а й через непрозорі та суперечливі процеси приватизації, у результаті чого більшість успішних фірм міста розорились.
Ще в 1990 році сербські сепаратисти з прилеглої до Далмації хорватської області Країна перекрили дороги, чим успішно ізолювали Далмацію від решти Хорватії. Чимало жителів несербської національності було вигнано з області, а кілька хорватських поліціянтів було вбито, що обернулося Далматинськими антисербськими погромами в травні 1991 року.
У липні сербські заколотники і ЮНА напали на Задар, який тоді опинився на рубежі окупованої ними території, і піддали його артилерійському обстрілу. Задару було завдано серйозної шкоди, у тому числі кільком історичним будівлям. Більш ніж на рік було перервано зв'язки з Загребом. Єдиною сполучною ланкою між північчю і півднем країни став острів Паг. Поряд з іншими хорватськими містами Далмації Задар спорадично обстрілювався протягом декількох років, що призвело до пошкодження різних будівель та житлових будинків, а також об'єктів, узятих під захист ЮНЕСКО. Облога тривала до січня 1993 року, коли в ході військової операції «Маслениця» Задар і навколишня територія перейшли під контроль хорватських збройних сил, чим було відновлено зв'язок з рештою Хорватії. У 1993  р. великосерби ще не раз намагалися захопити місто, і одна з таких спроб відбулася 30 червня 1993 року, коли вони обстріляли разом із Задаром і Біоград-на-Мору. Періодичні напади на місто тривали аж до 1995 року, коли операцією «Буря» було покладено край війні в Хорватії.

## Населення
Населення громади за даними перепису 2011 року становило 75 062 осіб, 8 з яких назвали рідною українську мову. Населення самого міста становило 71 471 осіб.
Динаміка чисельності населення громади:
Динаміка чисельності населення міста:

## Населені пункти
Крім міста Задар, до громади також входять: 
- Бабиндуб
- Бргулє
- Црно
- Іст
- Кожино
- Малий Іж
- Молат
- Олиб
- Петрчане
- Премуда
- Рава
- Силба
- Велий Іж
- Запунтел

## Визначні місця
Туризм у місті розвивається вже понад сто років — у 1899 р. тут виникло перше бюро подорожей Liburnija, що безперервно існує й донині. У Задарі є вельми цікавий Археологічний музей з колекціями часів Стародавнього світу i Середньовіччя. На набережній розташовано головний корпус Задарського університету. У хорватських туристичних брошурах місто іноді ставиться на один рівень з Дубровником і Венецією. Місто відоме знаменитим вишневим лікером «Мараскіно». Поруч із поромною пристанню вбудовано на набережній орган, який видає низький звук, коли накочується хвиля. Таким чином, створюється враження, що цей звук іде з моря.

### Визначні пам'ятки

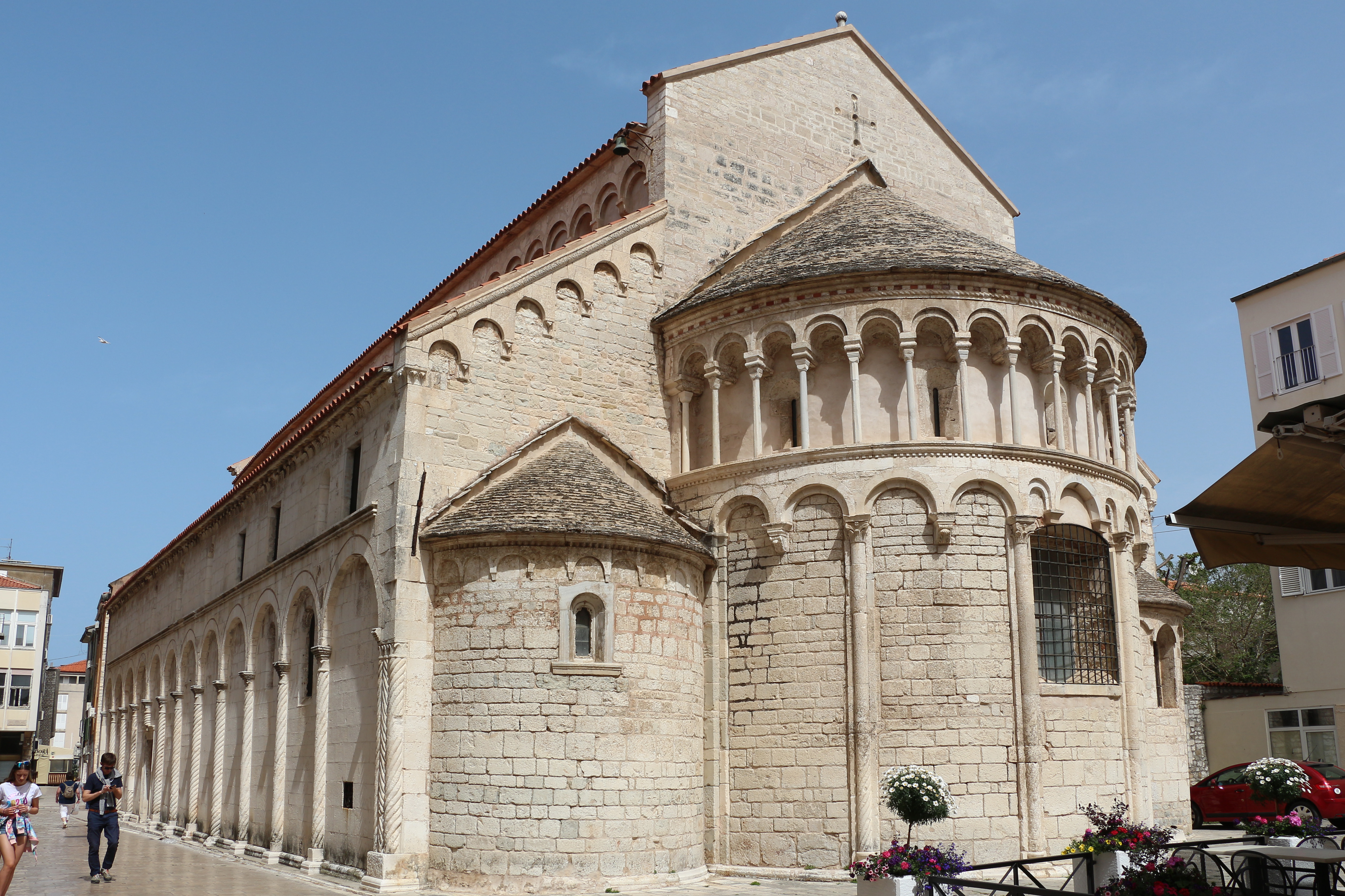
Церква Святого Кршевана

- Давньоримський форум і руїни римських споруд
- Церква Святого Доната дороманського періоду з IX ст.
- Собор Святої Анастасії у романському стилі (XII-XIII ст.)
- Жіночий монастир св. Марії і церква з характерною дзвіницею (1105 р.); у приміщеннях монастиря — Постійна виставка церковного мистецтва.
- Церква Святого Кршевана XII ст.
- Готична церква Святого Хоми з XIV ст.
- Церква Святого Іллі XVIII ст.
- Міська лоджія XVI ст.
- Архієпископський палац
- Дозорна вежа з годинником
- Материкові ворота, збудовані у 1543 р. за проектом Мікеле Санмікелі.
- Портові ворота, збудовані у 1573 р.
- Францисканський монастир XVI ст.
- Палаци в стилі бароко
- Арсенал з XVIII ст.
- Ратуша
- Церква Святого Симеона зі срібним саркофагом Св. Симеона в середині
- Монастир Святого Михаїла.

## Клімат
| Клімат 1971–2000                                          | Клімат 1971–2000 | Клімат 1971–2000 | Клімат 1971–2000 | Клімат 1971–2000 | Клімат 1971–2000 | Клімат 1971–2000 | Клімат 1971–2000 | Клімат 1971–2000 | Клімат 1971–2000 | Клімат 1971–2000 | Клімат 1971–2000 | Клімат 1971–2000 | Клімат 1971–2000 |
| Показник                                                  | Січ.             | Лют.             | Бер.             | Квіт.            | Трав.            | Черв.            | Лип.             | Серп.            | Вер.             | Жовт.            | Лист.            | Груд.            | Рік              |
| Абсолютний максимум, °C                                   | 17,4             | 21,2             | 22,5             | 25,8             | 32,0             | 34,6             | 36,1             | 36,1             | 32,0             | 27,2             | 25,0             | 18,7             | 36,1             |
| Середній максимум, °C                                     | 10,8             | 11,3             | 13,6             | 16,6             | 21,3             | 25,2             | 28,2             | 28,2             | 24,3             | 20,0             | 15,1             | 11,9             | 18,9             |
| Середня температура, °C                                   | 7,3              | 7,5              | 9,7              | 12,9             | 17,5             | 21,3             | 23,9             | 23,7             | 19,9             | 15,9             | 11,4             | 8,5              | 14,9             |
| Середній мінімум, °C                                      | 4,3              | 4,3              | 6,3              | 9,3              | 13,5             | 17,0             | 19,3             | 19,3             | 16,0             | 12,5             | 8,3              | 5,5              | 11,3             |
| Абсолютний мінімум, °C                                    | −9,1             | −6,4             | −6,8             | 0,5              | 3,4              | 8,2              | 12,7             | 11,5             | 8,0              | 2,3              | −1,8             | −6,5             | −9,1             |
| Середня кількість сонячних годин на місяць                | 114,7            | 146,9            | 186,0            | 207,0            | 275,9            | 303,0            | 350,3            | 322,4            | 246,0            | 182,9            | 123,0            | 108,5            |                  |
| Норма опадів, мм                                          | 72.6             | 62.5             | 63.5             | 70.0             | 64.7             | 54.4             | 30.4             | 49.6             | 104.0            | 106.7            | 105.6            | 95.2             | 879.2            |
| Днів з опадами                                            | 10,0             | 8,5              | 8,9              | 10,4             | 9,5              | 8,2              | 5,3              | 5,9              | 8,7              | 9,8              | 11,2             | 10,4             | 106,8            |
| Днів зі снігом                                            | 0,5              | 0,2              | 0,1              | 0,0              | 0,0              | 0,0              | 0,0              | 0,0              | 0,0              | 0,0              | 0,0              | 0,2              | 1,1              |
| Вологість повітря, %                                      | 72.4             | 70.0             | 71.2             | 72.7             | 73.8             | 71.2             | 67.2             | 69.3             | 73.4             | 73.8             | 73.5             | 72.8             | 71.8             |
| --------------------------------------------------------- | ---------------- | ---------------- | ---------------- | ---------------- | ---------------- | ---------------- | ---------------- | ---------------- | ---------------- | ---------------- | ---------------- | ---------------- | ---------------- |
| Джерело: Croatian Meteorological and Hydrological Service |                  |                  |                  |                  |                  |                  |                  |                  |                  |                  |                  |                  |                  |

## Міста-побратими
- Данді
- Реджо-нель-Емілія
- Роман-сюр-Ізер
- Фюрстенфельдбрук
- Секешфегервар
- Падуя
- Ікіке
- Банська Бистриця
- Бровари[16]

## Видатні уродженці
- Маріє Края — албанська оперна співачка.

Лука Модріч - видатний футболіст

## Галерея

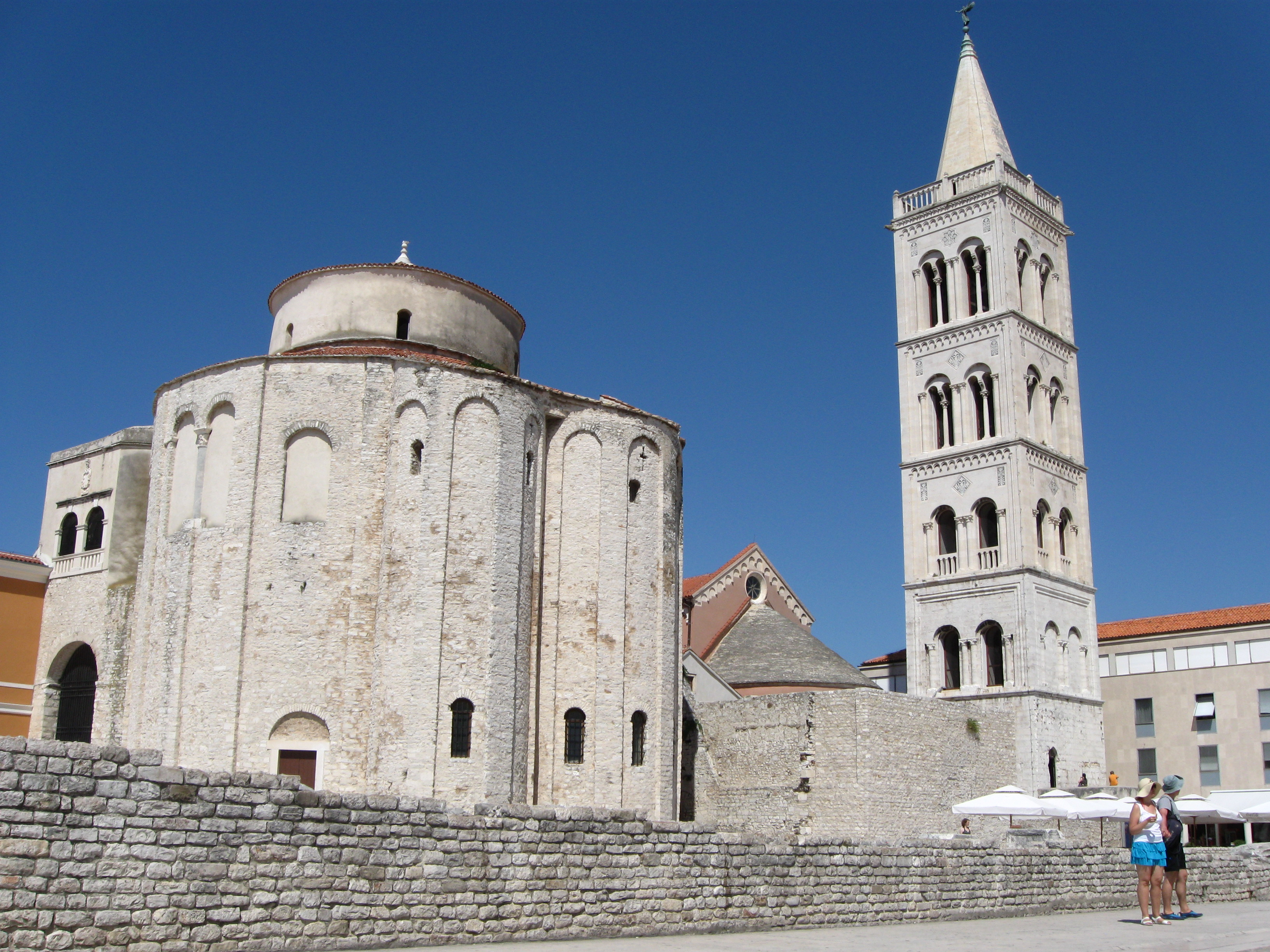
Церква Святого Доната
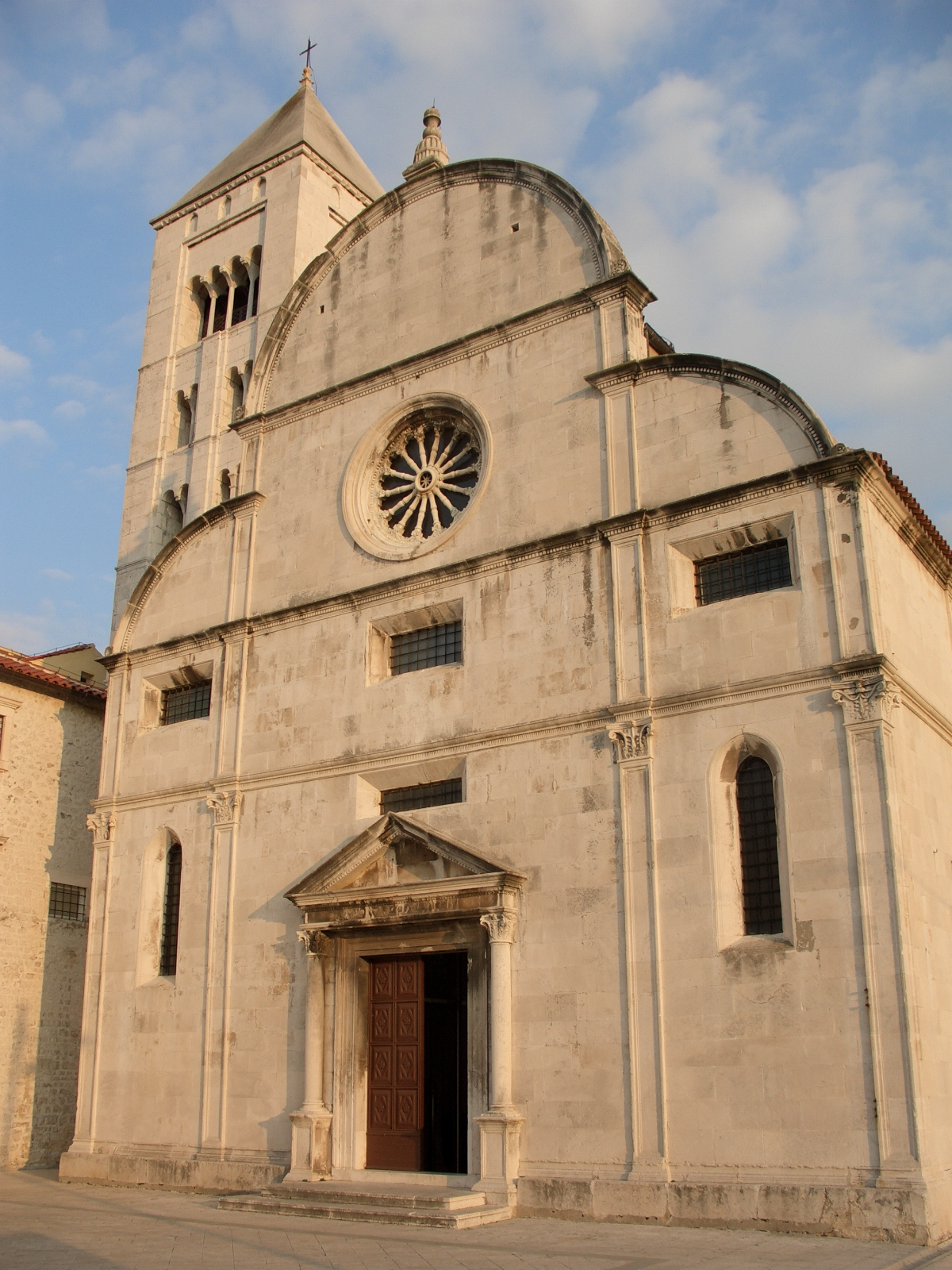
Церква Святої Марії
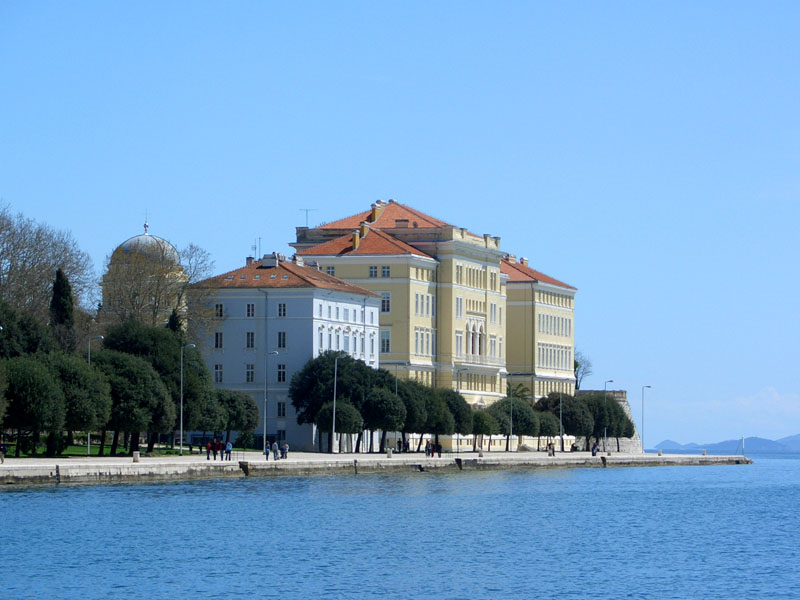
Задарський університет
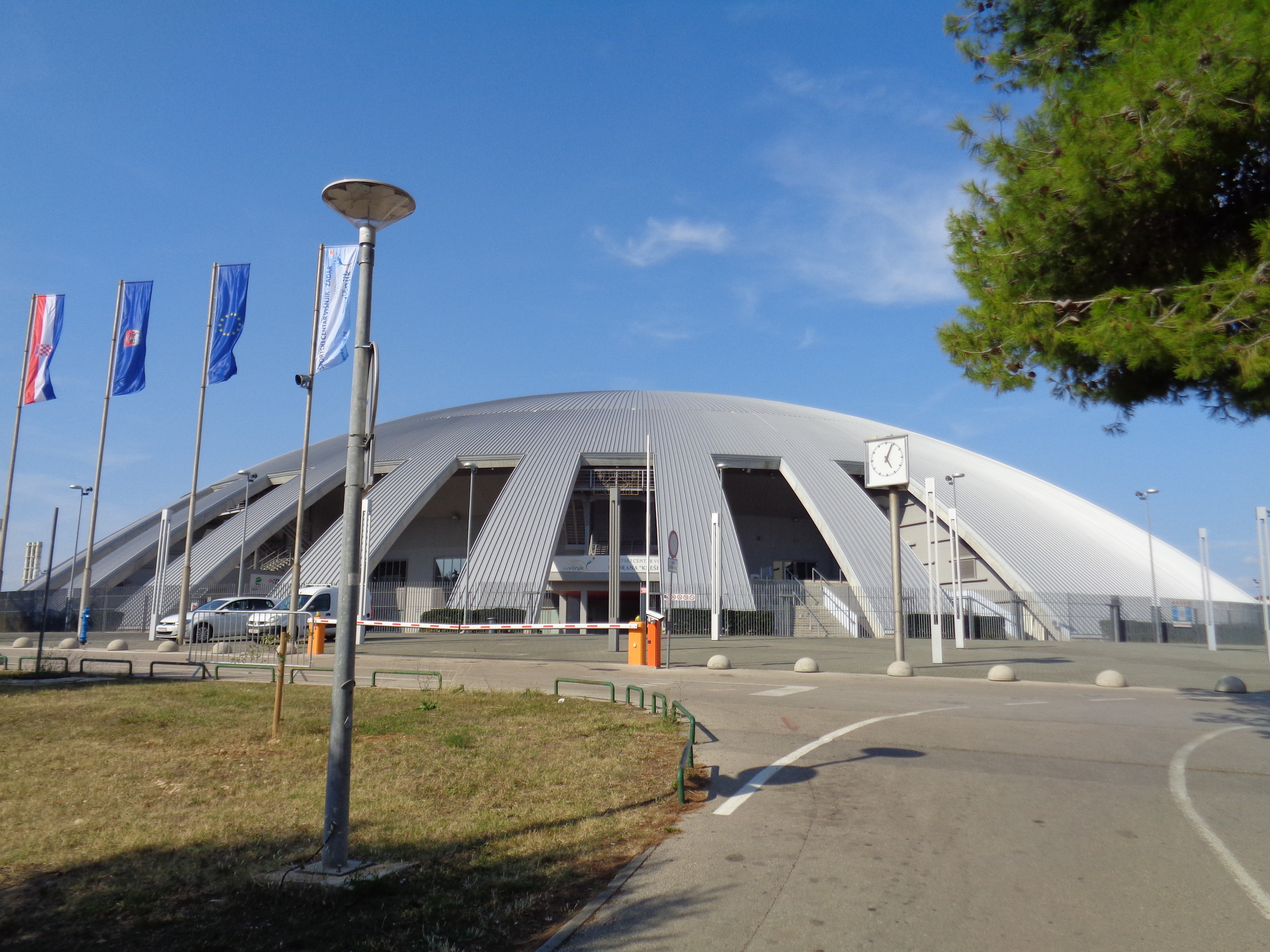
Штатхале